# 孔图拉站
孔图拉地铁站（芬蘭語：Kontulan metroasema），是芬兰赫尔辛基地铁北支线的一个车站。该车站主要服务于赫尔辛基东部梅伦村区的孔图拉小区。该车站于1986年建成开放。该站距离磨坊溪站1.4公里，距离梅伦山站1.6公里。

## 图集

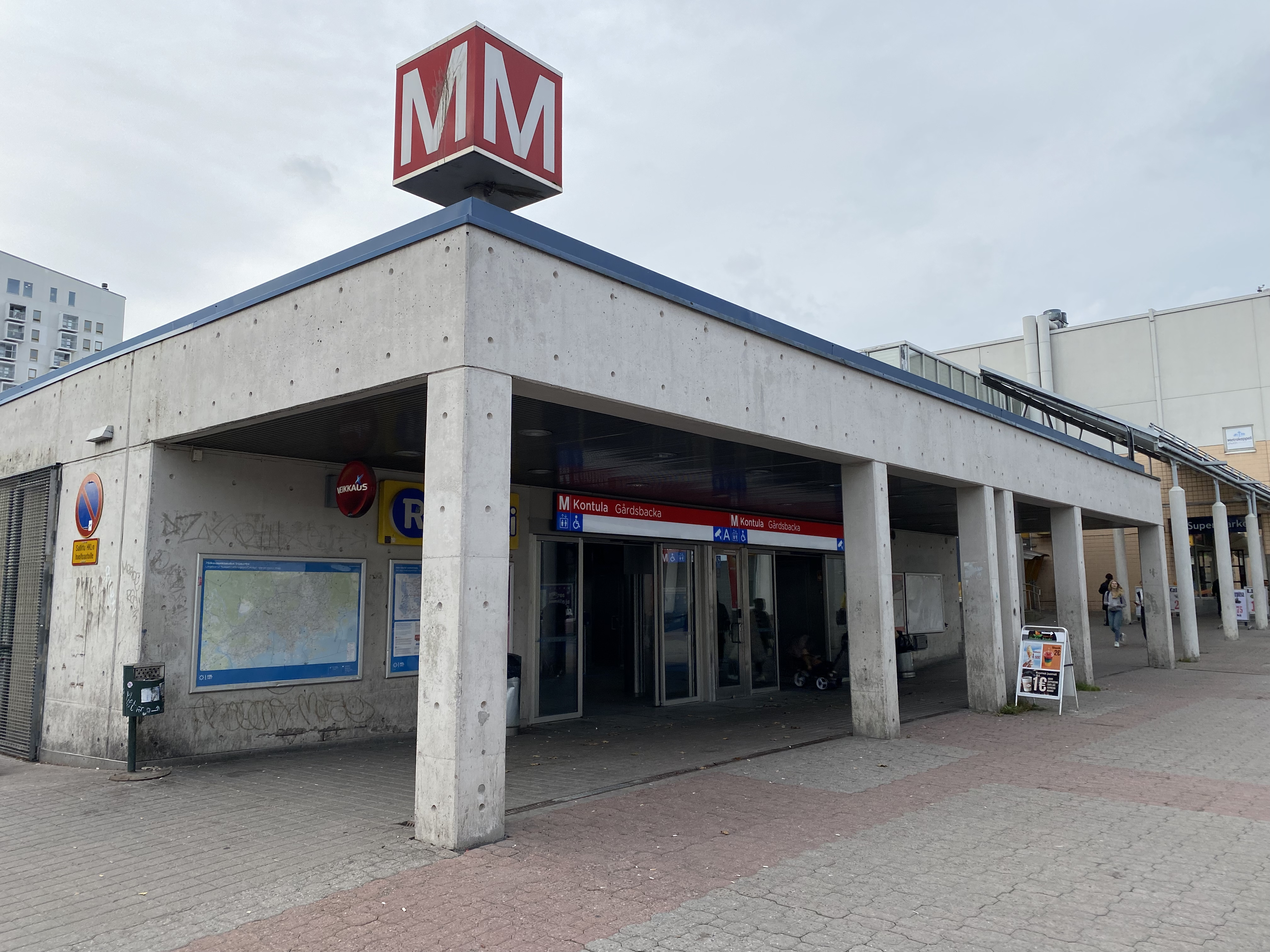
东边的A出口
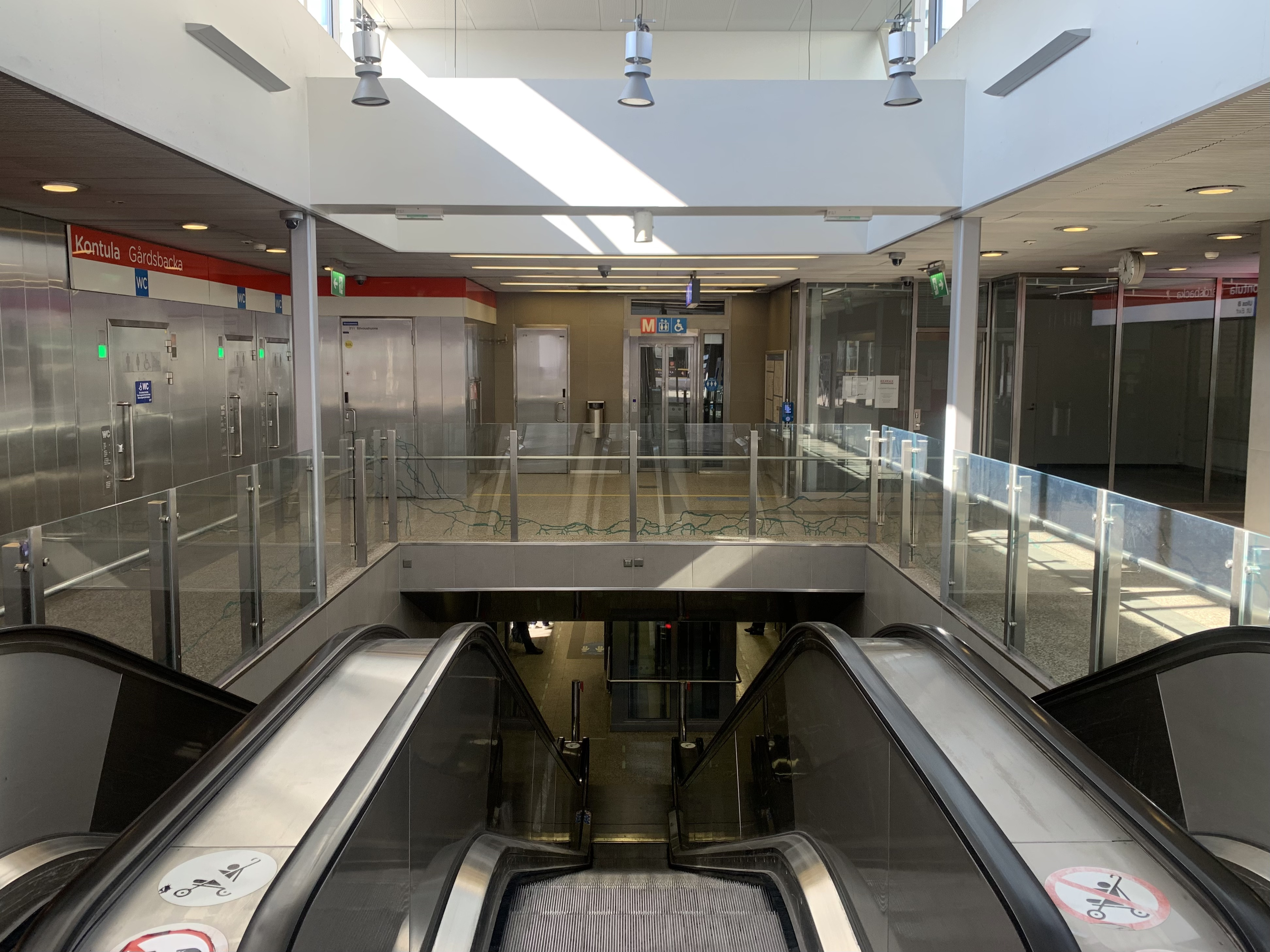
扶梯
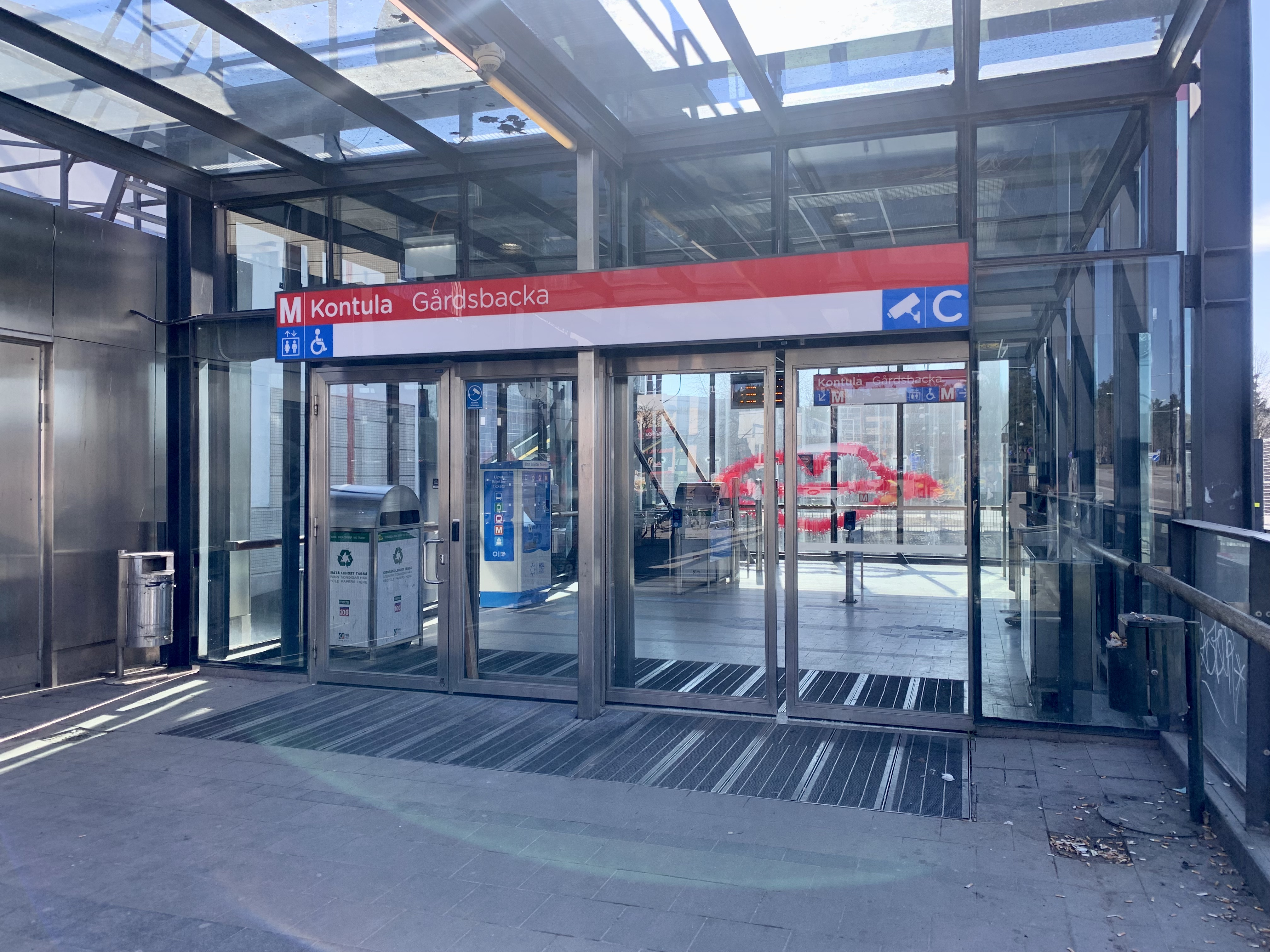
建于2002年的中部入口
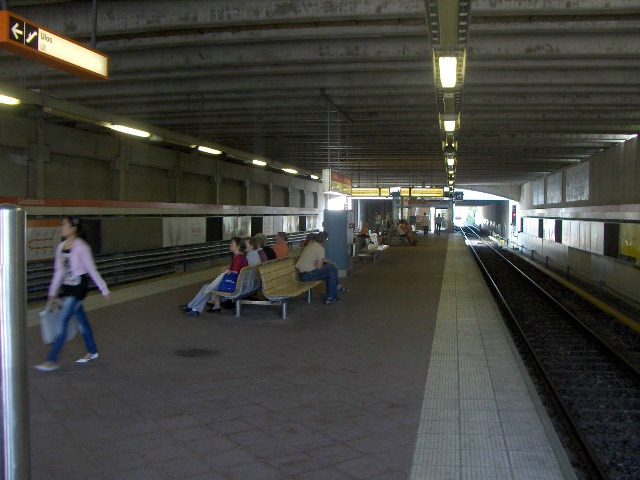
重修前的地铁站